# 91
91 ou 91 d.C. (XCI na numeração romana) foi um ano comum da Era de Cristo, no século I que teve início e fim num sábado, de acordo com o Calendário Juliano. a sua letra dominical foi B.  Segundo o horóscopo chinês, foi o ano do Coelho.
| Ano completo                   |
| ------------------------------ |
| Ano comum com início ao sábado |